# Morgan Park

Situation de Morgan Park dans la ville de Chicago

Morgan Park est l'un des 77 secteurs communautaires de la ville de Chicago aux États-Unis. Morgan Park est situé au sud de Beverly (correctement Beverly Hills), avec une délimitation invisible dessinée sur la 107e rue, cependant les deux quartiers partagent le même code postal. 
Morgan Park comprend dans ses limites des établissements significatifs comme Le centre des arts de Beverly, la station de train historique surnommée 111e rue, la prestigieuse académie de Morgan Park et un nombre considérable de maisons cossues.